# Богоявленський
Богоявленський, Виноградна Криниця, Вітовка, Вітовтів, Вітовтове, Богоявленськ, Богоявленське, Жовтневе — місцевість у Корабельному районі Миколаєва, за 12 км на південь від центру міста. Колись давнє селище на лівому березі Бузького Лиману.

## Історія
Місцина Вітовки була заселена з залізної доби. Поблизу Вітовки були стани кімерійців або скіфів, котрі залишили по собі кургани. З 4 століття до н. е. тут оселяються греки, поселення яких відомі біля Сіверсового маяка та сіл Лупареве і Лимани. У 200—400 роках простежується перебування слов'ян-антів.
Неподалік Вітовки, на піщаній косі (зараз територія заводу Океан) існував Дівочий (жіночий) монастир, котрий був зруйнований монголами у 1233-1236 роках[джерело?].

### Вітовка

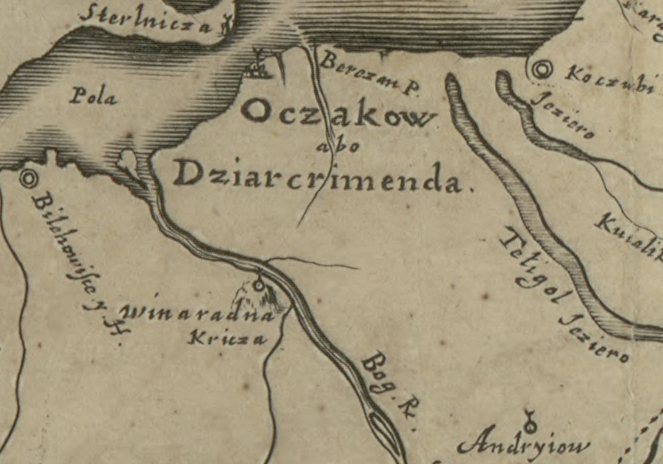
Виноградна Криниця (Winoradna Kricza) на Загальній карті України 1648 р. Ґійома Левасера де Боплана

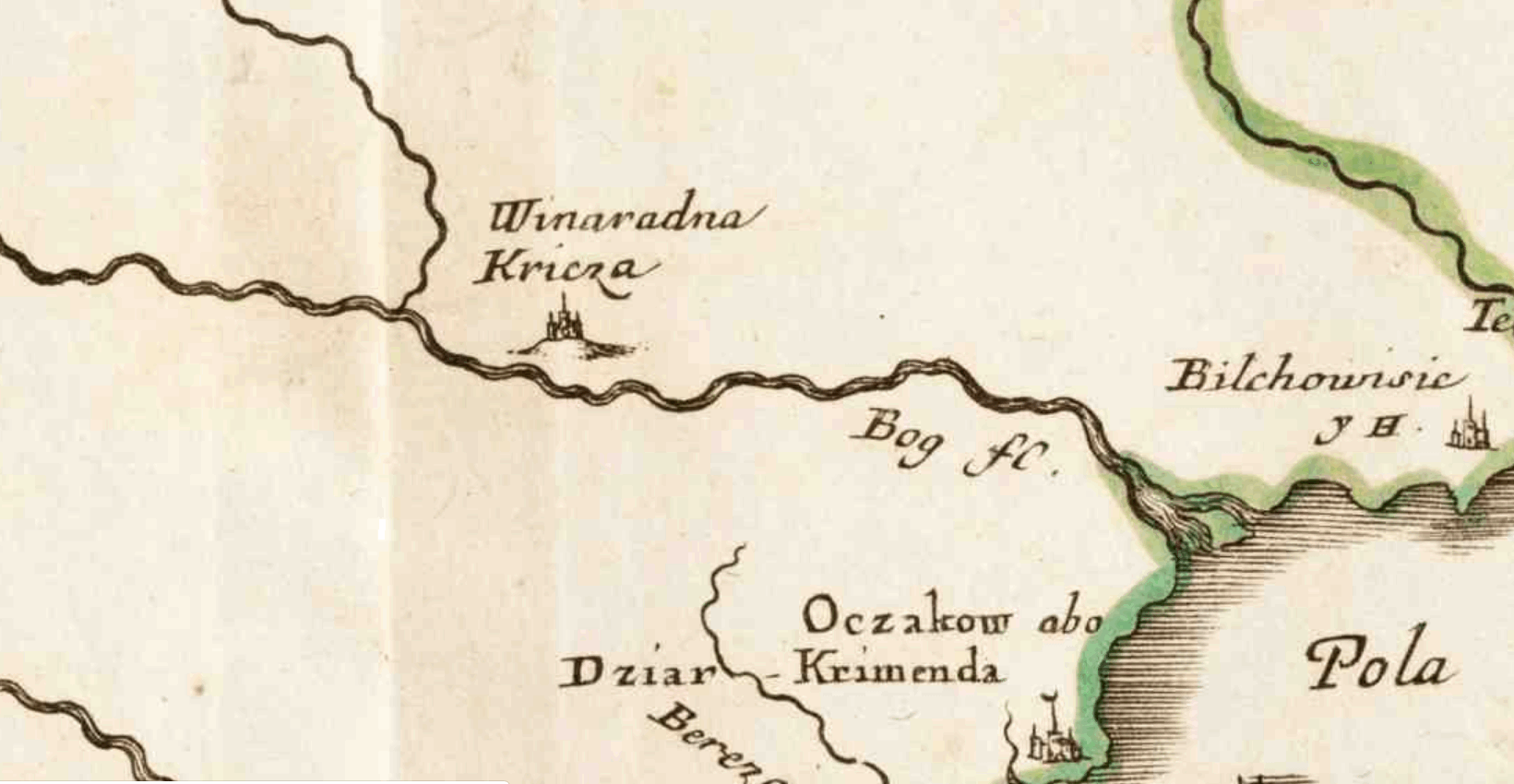
Виноградна Криниця на мапі Ніколя Сансона 1665 року

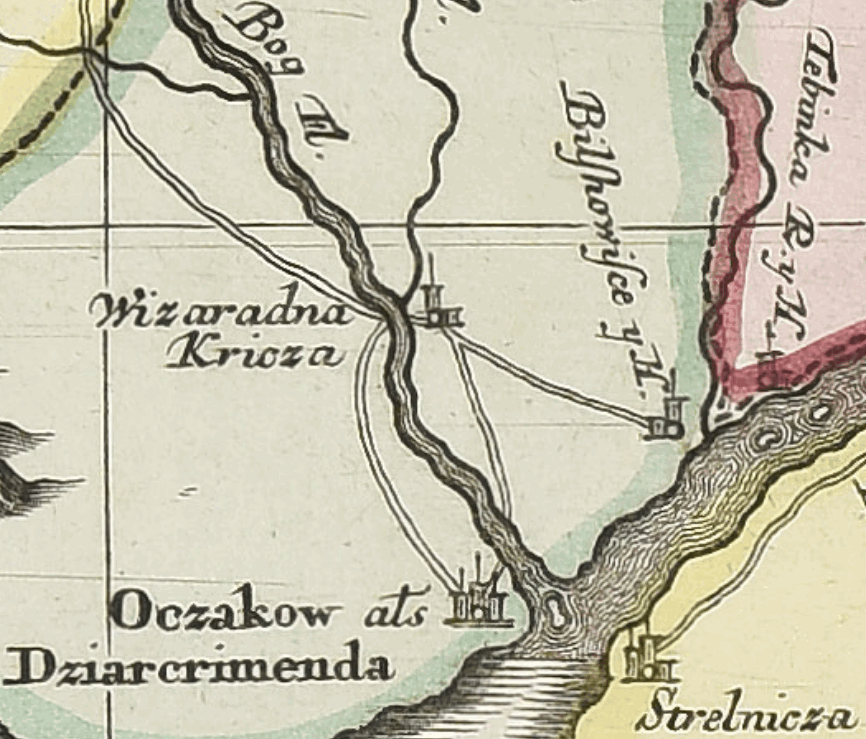
Виноградна Криниця на мапі Матеуса Зойтера 1730 року

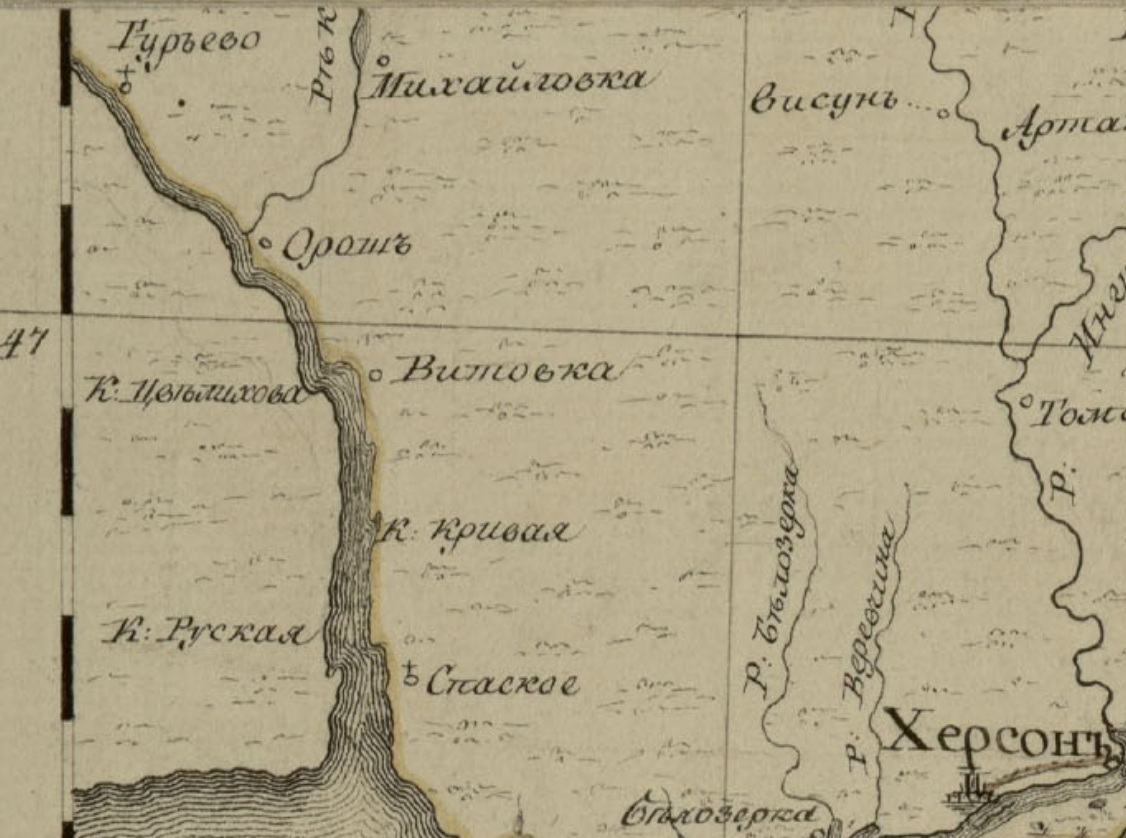
Вітовка на мапі О. М. Вільбрехта 1787 року

Заснована Великим князем Вітовтом 1399 року. За наказом великого князя був збудований Вітовтовий замок (фортеця з вежею і митницею для контролю торгівлі з татарами). Зараз Корабельний район міста Миколаєва. На давніх мапах відомого французького військового інженера Гійома Левасера де Боплана (котрий перебував в той час на службі польського короля) поселення означене Winoradna Kricza. Насправді на давніх мапах середини 17 століття існує чотири варіанти написання назви поселення але жодна з них не правильна. Згідно нарису самого Ґійома де Боплана «Цікавий опис України Польської», на 255 сторінці чітко вказано назву поселення — «Winoradna Krynica» (найвірогідніше Виноградна Криниця). На турецьких же мапах Сантіні 1777 р. та Рицци Занноні поселення позначене Withold Hammami, Вітольд Гаммамі (Вітольдова вежа або Вітольдова баня), позаяк типові вежі доби Великого Князівства Литовського мали бані (куполи). Люди заселяли береги однойменної річки Вітовки, котра протікає Вітовською (Кличанівською) балкою і впадає до Південного Бугу. Поселення Вітовка довгий час залишалася крайнім форпостом Великого Князівства Литовського аж до часу завоювання правобережжя Богу військами Великого Князівства Литовського та заснування великим князем Вітовтом фортеці Дашів (нині Очаків).
Церква Святого Богоявлення Господнього діяла у Вітовці здавна. Дати будівництва та освячення цього храму невідомі, але згадується, що 1773 року згадана церква ще діяла, хоч і була дуже стара і перебувала у аварійному стані, свідченням тому — парафіяльні метричні книги. У 1774 році місцевими мешканцями було закладене будівництво нового храму.
За Кючук-Кайнарджийською мирною угодою 1774 року Вітовка разом з землями між Дніпром і Бугом відійшла до Російської імперії та отримала статус адміралтейського поселення.
В часи російсько-турецької війни 1787—1792 років у Вітовці стояли частини Бузького єгерського корпусу під командуванням М. Кутузова, котрий завітав сюди 25 травня 1788 року в пошуках зручної переправи для штурму Ачі-Кале (нині Очаків). Разом з тим у Вітовці перебували підрозділи Чорноморського козацтва. Чорноморським козацтвом під час штурму фортеці Очаків (давня українська назва — Дашів) керував кошовий отаман Сидір Білий, котрий певний час перебував у Вітовці. Саме у Вітовці базувалася гребна ескадра Лиманської флотилії Чорноморського козацтва, котра блокувала постачання морем османської фортеці Очаків, та провадила штурм військових кораблів та галер Османської Порти. У Вітовці був влаштований військовий шпиталь, лікував поранених та хворих всесвітньо відомий лікар-епідеміолог Д. С. Самойлович. Лікування цілющою джерельною водою та місцевими травами зцілювало недужих. Після перемоги Чорноморського козацтва над Османським флотом на водах Очаківских у Вітовці була споруджена верф для будівництва так званих суден малого моря (Чайок та Скампавеїв). Згадана верф у Вітовці позначена під № 12 на мапі суднобудівних верфей, гаваней і пристаней 1790—1810 рр.

### Богоявленськ
1789 року Вітовку було перейменовано на Богоявленськ, з причини побудови нової церкви Богоявлення Господнього. Архітектор Іван Старов розробив генеральний план забудови Богоявленська. Голландського архітектора Вікентія Ван Резанта також було залучено до планування та забудови міста. У Богоявленському побудували канатну та вітрильну фабрики, заснована перша в Російській імперії школа практичного рільництва (проіснувала лише сім років і була переведена до Петербургу) та садівництва професора М. Г. Ліванова, закладений Казенний сад з майже 20 000 плодовими та декоративними деревами.
У Богоявленську містилися заміські резиденції адміралів Чорноморського флоту, адміралтейство якого перебувало у Миколаєві. Богоявленськ був адміралтейським військовим поселенням у 1790-1861 роках. У Вітовці було зведено будинок для Потьомкіна, до якого він завжди повертався, навіть коли бував у справах в Херсоні. Потьомкін висловлював бажання бути похованим саме тут, проте за волею імператриці був похований у Херсоні.
1887 року Богоявленськ став посадом Миколаєва і підпорядкувався Херсонській губернській управі. У 1889 році в Богоявленському налічувалось 54 вітряних млини, більшість з яких була розташована в районі сучасної СШ № 40.
З приходом більшовицької влади життя селян стало нестерпним, розпочалися численні продзаготівлі, реквізиції, пограбування (експропріації), залякування населення. У відповідь на репресії радянських каральних органів в 1920 році богоявленці піднімають антибільшовицьке повстання. Повстання охопило не лише Богоявленськ, але й довколишні хутори та Кисляківську волость. Чекісти взяли у заручники членів родин повсталих, і ув'язнили їх у м. Миколаєві. Повсталі селяни рушили на Миколаїв звільняти заручників. Червоні ж вислали на зустріч повсталим бронепоїзд, котрий зі станції Кульбакине став розстрілювати з гармат селище Богоявленськ. Наступ повстанців захлинувся, бо селяни поспішили до своїх родин. Повстання було жорстоко придушене, багато селян було розстріляно, а їхнє майно пограбоване більшовиками.
У 1921 році селище стає центром волості Миколаївського повіту.
У часи Голодомору 1932—1933 років Богоявленськ було занесено на «Чорну дошку». Від голоду померло багато людей. До Сибіру було вислано 18 родин заможних селян.

### Жовтневе
19 жовтня 1938 року Президія Верховної Ради УРСР перейменовує Богоявленський на Жовтневе з наданням статусу селища міського типу.
22 березня 1944 року 28-а радянська армія реокупувала Жовтневе в німецьких та чеських військ.
Рішенням виконкому Миколаївської обласної Ради депутатів трудящих від 20 січня 1961 р. село Балабанівку Жовтневого району включено в смугу міста Жовтневе того ж району.

Тим же рішенням від 20 січня 1961 р. селище міського типу Жовтневе Жовтневого району віднесено до категорії міст районного підпорядкування.
22 грудня 1973 року згідно з Указом Президії Верховної Ради Української РСР № 2314-VIII місто Жовтневе Жовтневого району включене до складу міста Миколаїв у новостворений Корабельний міський район.
У старій Вітовці нагромаджено великий промисловий комплекс. Тут побудовано Миколаївський глиноземний завод, суднобудівний завод «Океан», пивзавод «Янтар», завод «Сільмаш», завод «Континент», військовий порт, завод залізобетонних конструкцій, також у Корабельному районі знаходиться унікальний для півдня України плавбасейн «Водолій».
На сьогодні давня Вітовка є Корабельним районом міста Миколаєва та райцентром Вітовського району.

## Вулиці Богоявленського
- Богоявленський проспект
- Проспект Корабелів
- Вулиця Айвазовського
- Вулиця Академіка Рильського
- Вулиця Андрєєва
- Вулиця Балтійська
- Вулиця Бригадна
- Вулиця Вітрильна
- Вулиця Генерала Цвєтаєва
- Вулиця Гетьмана Сагайдачного
- Вулиця Глінки
- Вулиця Гречаного
- Вулиця Доктора Самойловича
- Вулиця Єсеніна
- Вулиця Антонюка
- Вулиця Зорге
- Вулиця Каховська
- Вулиця Ключова
- Вулиця Коротка
- Вулиця Кутузова
- Вулиця Леваневського
- Вулиця Січових Стрільців
- Вулиця Львівська
- Вулиця Металургів
- Вулиця Національної Гвардії
- Вулиця Новобудівна
- Вулиця Океанівська
- Вулиця Олега Ольжича
- Вулиця Ольшанців
- Вулиця Остапа Вишні
- Вулиця Патона
- Вулиця Пилипа Орлика
- Вулиця Попеля
- Вулиця Рибна
- Вулиця Станіславського
- Вулиця Тарле
- Вулиця Торгова
- Вулиця Уральська
- Вулиця Фонтанна
- Вулиця Фруктова
- Вулиця Ходорєва
- Вулиця Янтарна